# Navacerrada
Navacerrada – miasto w Hiszpanii we wspólnocie autonomicznej Madryt, 52 km na północny zachód od Madrytu u podnóża gór Sierra de Guadarrama. Miasteczko jest znane z tego, że w każdą niedzielę odbywa się tu kiermasz antyków przy Avenida de Madrid, zaś w pierwszą niedzielę każdego miesiąca odbywa się wystawa zabytkowych samochodów.